# 滨海卡马雷
滨海卡马雷（法語：Camaret-sur-Mer，法語發音：[kamaʁε syʁ mɛʁ]）是法国西北部菲尼斯泰尔省的一个市镇，位于克罗宗半岛的末端，属于沙托兰区。
滨海卡马雷是沃邦塔所在地，沃邦塔是海港的一个历史悠久的防御性设施，建于1669-1694年。2008年，沃邦塔作为沃邦防御工事的一部分，被列为联合国教科文组织列为世界遗产。如今，滨海卡马雷是一个港口，有一些风景秀美的海滩。

## 地理
滨海卡马雷（48°16'32"N, 4°35'51"W）面积11.64 平方千米，位于法国布列塔尼大區菲尼斯泰尔省，该省份为法国最西部的省份，位于布列塔尼半岛西部，北西南三面环大西洋，东临阿摩尔滨海省和莫尔比昂省。
与滨海卡马雷接壤的市镇（或旧市镇、城区）包括：克罗宗。
滨海卡马雷的时区为UTC+01:00、UTC+02:00（夏令时）。

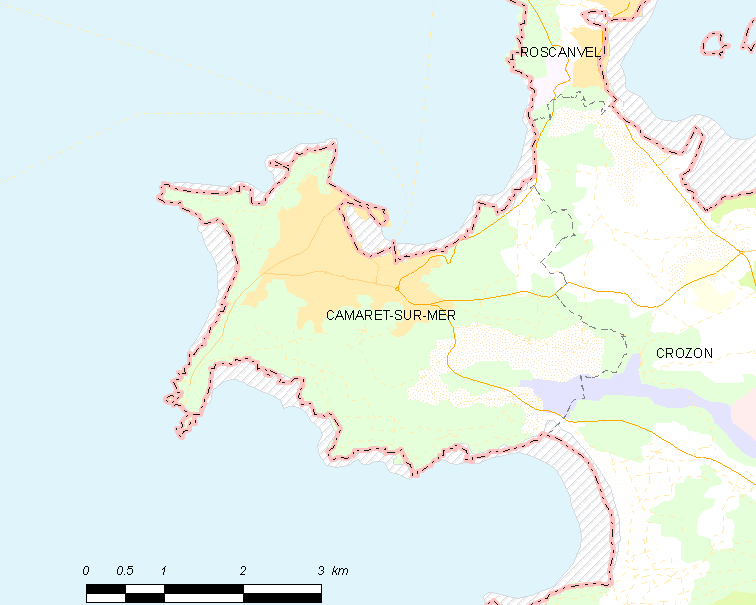
滨海卡马雷的OSM定位图

## 行政
滨海卡马雷的邮政编码为29570，INSEE市镇编码为29022。

## 政治
滨海卡马雷所属的省级选区为克罗宗县。

## 人口

1962-2008年间滨海卡马雷人口变化图示

滨海卡马雷于2022年1月1日时的人口数量为2448人。